# Philipp Hoffmeister
Philipp Hoffmeister (* 17. April 1804 in Eiterhagen; † 5. März 1874 in Marburg) war ein reformierter Prediger, Märchensammler, Zeichner und Naturkundler.

## Leben und Wirken

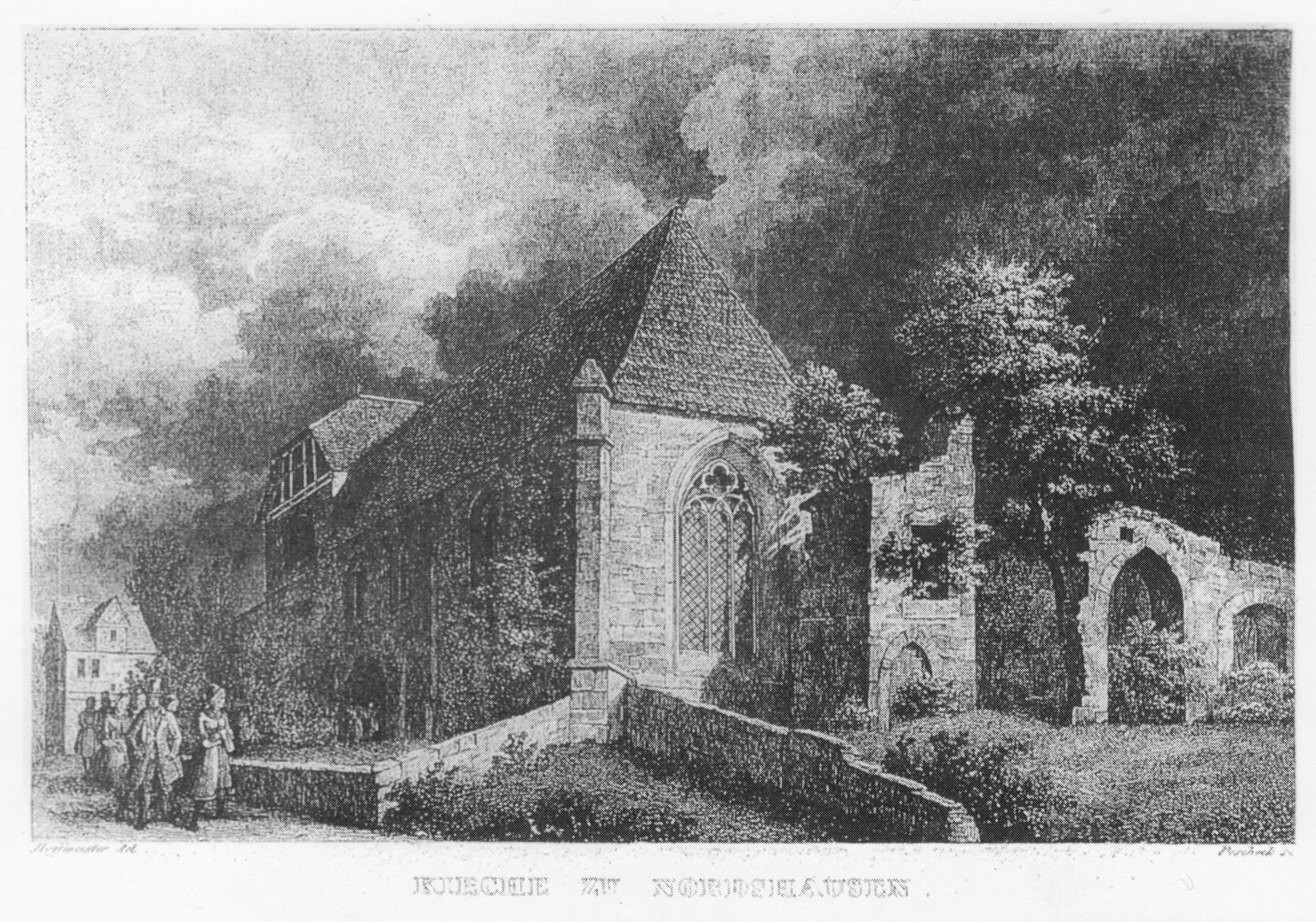
Kirche zu Nordshausen, Grafik nach einer Zeichnung von Philipp Hoffmeister, um 1843

Als Sohn des Pfarrers Karl-Friedrich Hoffmeister wurde Philipp 1804 im nordhessischen Eiterhagen geboren. Im nahen Kassel lernte er – vermittelt durch seine Tante, die Dichterin Philippine Engelhard – die Brüder Grimm kennen. Während seines Marburger Theologiestudiums 1822 bis 1826 wurde Hoffmeister unter anderem vom Theologen und Philosophen Karl Wilhelm Justi gefördert und zeichnete gesellige (Studenten-)Szenen. Seit 1829 Pfarrer im thüringischen Kleinschmalkalden, bekam er mit seiner Frau Margarete Duysing, einer Marburger Professorentochter, eine Tochter und einen früh verstorbenen Sohn. Von 1833 an erforschte er die Möglichkeiten photographischer Bildaufzeichnung unter Verwendung lichtempfindlicher Substanzen (u. a. Carmin) und Fixiermittel (Leimwasser). Begeistert durchstreifte Hoffmeister die Umgebung nicht nur mit dem Skizzenblock und Insektenkescher, sondern sammelte auch – angeregt durch Ludwig Bechstein – Sagen der Region. Als Felix Heur[ist], der "glückliche Finder", veröffentlichte er 1838 das Handbuch Das zweckmäßige Fangen, Tödten und Aufbewahren der Käfer, seine 1839 eingereichte Dissertation jedoch lehnte die Marburger Universität ab. Nachdem er 1840 als Prediger nach Nordshausen bei Kassel gewechselt hatte, schränkte er wegen seines schlechter werdenden Augenlichts die naturkundlichen Arbeiten ein. Stattdessen ergänzte er seine 1846 erschienene Biografie des hessischen Landgrafen Philipp des Großmütigen 1856 um die Lebensläufe der Nachfolger. Um 1858 verfasste und illustrierte Hoffmeister zudem die erste Chronik der mittelalterlichen Klosterkirche Nordshausen. Im Alter zog sich Hoffmeister nach Marburg zurück, wo er 1869/70 für den Marburger Verein für hessische Geschichte und Landeskunde das Album Oberhessische Bauerntrachten erstellte. Bekannt wurde sein Spätwerk, die 1869 veröffentlichte Hessische Volksdichtung in Sagen und Mährchen, Schwänken und Schnurren etc. Mit 69 Jahren verstarb Hoffmeister 1874 in Marburg.

## Nachwirkung und Bedeutung

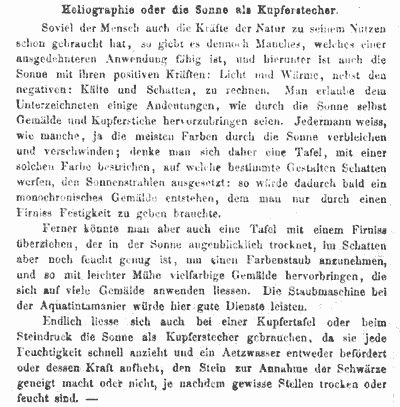
Philipp Hoffmeister 1833 über die „Heliographie“, die er später als Daguerreotypie, eine Vorform der Fotografie, verstand

Rückblickend rühmte sich Hoffmeister 1863:

„Durch Zufall kam ich 1833 auf die Erfindung der Daguerreotypie, von mir Heliographie genannt. Da mir leider alle chemischen Kenntnisse mangelten, […] so mußten diese Versuche sehr unvollkommen bleiben. […] Im allgemeinen Anzeiger machte ich meine Erfindung bekannt […]. Allein kein Mensch interessirte sich dafür, bis im Jahr 1839 von Paris Daguerres Verfahren alle Welt in Erstaunen versetzte.“

Um 1840 diskutierte man tatsächlich in deutschen Fachzeitschriften, ob der hessische Prediger – und nicht der französische „Erbfeind“ – die Daguerreotypie, eine Vorform der Fotografie, erfunden habe. Heute sieht man Hoffmeisters Bedeutung mehr darin, früh eine Idee und technische Möglichkeit benannt, ohne sie konkret demonstriert und öffentlich zugänglich gemacht zu haben. Verdient machte sich Hoffmeister in der Region als Dilettant auf hohem Niveau. Durch seine Zeichnungen dokumentierte er eine damals bereits untergehende Welt. Zeitweise benannte man eine kleine schwarze Käsefliege nach ihm als "mycetaulus hoffmeisteri" – die heute nach ihrem Entdecker, dem schwedischen Naturforscher Carl F. Fallén, als „mycetaulus bipunctatus“ geführt wird. Und zwei der von Hoffmeister gesammelten Sagen nahmen die Brüder Grimm in ihre weltberühmten Kinder- und Hausmärchen auf: Die Kornähre und Der Grabhügel. Von der Schauenburger Märchenwache wurde Hoffmeister 1999 durch Ausstellungen neu gewürdigt, 2012 widmete ihm der Förderverein Kultur- und Sozialzentrum Klosterkirche Nordshausen e. V. eine Monografie.

## Werke (Auswahl)

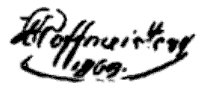
Signatur von Philipp Hoffmeister

- Einige Notizen über die Kirche zu Nordshausen, das Kloster und den sogenannten guten Born daselbst, o. O. [Nordshausen] o. J. [um 1858] [Manuskript, überliefert in verschiedenen Fassungen u. a. im Landeskirchlichen Archiv Kassel oder in der Murhardschen Bibliothek Kassel].
- Die Heliographie oder die Sonne als Kupferstecher, in: Allgemeiner Anzeiger und Nationalzeitung der Deutschen, 7. November 1833, 304, S. 3816.
- Das zweckmäßige Fangen, Tödten und Aufbewahren der Käfer. Eine kurze Anweisung für Anfänger und Liebhaber der Entomologie, Neuhaldensleben 1838.
- Die neue pariser Erfindung durch die Sonnenstrahle Kupferstiche hervorzubringen, in: Allgemeiner Anzeiger und Nationalzeitung der Deutschen, 10. Februar 1839, 40, S. 495–496.
- Das Leben Philipps des Großmüthigen, Landgrafen von Hessen, Kassel u. a. 1846.
- Schilderung einiger Gebräuche und Sagen in Schmalkalden, in: Zeitschrift des Vereins für hessische Geschichte und Landeskunde, 4, 1847, S. 109–118.
- Philipp des Großmüthigen Nachfolger. Als Beitrag zur Geschichte der Reformation, Kassel 1856.
- Selbstbiographie, in: Friedrich Wilhelm Strieder u. a.: Grundlage zu einer Hessischen Gelehrten- und Schriftstellergeschichte seit der Reformation bis auf die gegenwärtige Zeit, Band 20, Kassel 1863, S. 51–65.
- Hessische Volksdichtung in Sagen und Mährchen, Schwänken und Schnurren etc. Marburg 1869.
- Oberhessische Bauerntrachten für den Verein für hessische Geschichte und Landeskunde, o. O. [Marburg] 1870 [Manuskript mit Einleitungstext und Aquarellen, Universitätsmuseum Marburg]
- Schatzkaestlein für Knaben und Mädchen. Eine Sammlung von Märchen, Sagen und Erzählungen aus dem Heimathlande der Brüder Grimm. Hugo Brunner (Bearb.), Kassel 1893.